# 37 Capricorni
37 Capricorni är en gulvit stjärna i huvudserien i stjärnbilden Stenbocken.
37 Capricorni har visuell magnitud +5,70 och är synlig för blotta ögat vid normal seeing. Den befinner sig på ett avstånd av ungefär 90 ljusår.